# Lettera al prossimo
Lettera al prossimo è un singolo del gruppo musicale italiano Eugenio in Via Di Gioia, pubblicato il 27 settembre 2019.
Il singolo è stato realizzato in occasione dell'omonima iniziativa di crowdfunding, condotta in collaborazione con Federforeste e Coldiretti, al fine di raccogliere fondi per ripiantare una foresta danneggiata dalla tempesta Vaia; la raccolta fondi è durata dieci giorni, per poi essere riaperta in via eccezionale a febbraio 2020 per un solo giorno.

## Tracce
1. Lettera al prossimo – 3:18